# Parafia św. Stanisława Biskupa i Męczennika w Fall River
Parafia św. Stanisława Biskupa i Męczennika w Fall River (ang. St. Stanislaus Bishop & Martyr's Parish) – parafia rzymskokatolicka położona w Fall River w stanie Massachusetts w Stanach Zjednoczonych.
Jest ona jedną z wielu etnicznych, polonijnych parafii rzymskokatolickich w Nowej Anglii z mszą św. w j. polskim dla polskich imigrantów.
Ustanowiona w 1903 roku. Parafia została dedykowana św. Stanisławowi ze Szczepanowa.
Z braku parafian polskojęzycznych, brak mszy św. w j. polskim.